# Penfieldite
La penfieldite è un minerale.